# Chapucero
El Chapucero (conocido en inglés como Tinkerer y a veces también llamado el Terrible Chapucero) (Phineas Mason) es un supervillano que aparece en los cómics estadounidenses publicados por Marvel Comics, generalmente es un oponente del Spider-Man. Fue creado por Stan Lee y Steve Ditko, e hizo su primera aparición en The Amazing Spider-Man #2 (mayo de 1963). El Chapucero se describe generalmente como un genio en ingeniería que es capaz de crear gadgets de nada más que piezas de repuesto sobrantes de los electrodomésticos ordinarios y por lo general está bajo el empleo de otros supervillanos a los que proporciona sus artilugios para sus venganzas personales contra Spider-Man u otros héroes.
Ha hecho varias apariciones en medios fuera de los cómics, incluyendo televisión y videojuegos. El personaje aparece en la película del Universo cinematográfico de Marvel Spider-Man: Homecoming (2017), interpretado por Michael Chernus.

## Historial de publicaciones
El Chapucero es un personaje que fue creado por Stan Lee y Steve Ditko, como parte de la publicación original de The Amazing Spider-Man e hizo su primera aparición inicial en The Amazing Spider-Man #2 (abril de 1963), oponiéndose a Spider-Man como un villano. Sin embargo, pasarían varios años antes de que regresara, e hizo su segunda aparición en The Amazing Spider-Man # 160 (septiembre de 1976), una vez más oponiéndose a Spider-Man en un esfuerzo perdido. El Chapucero sería mencionado en The Amazing Spider-Man # 182 (julio de 1978). Esta fue su primera mención en la publicación como personaje secundario de los otros villanos.

## Biografía ficticia del personaje
Phineas Mason es un brillante inventor y técnico que diseña armamento avanzado para los criminales y algunas veces realiza crímenes por su cuenta. Como el Terrible Chapucero, dirige un taller de reparación subterráneo disfrazado como un taller de reparación de radios. Al menos en una ocasión, un cliente potencial ganó la atención del inventor al presentar un radio transistor y diciéndole a Mason que "Tengo una radio que no puede seguir una melodía." El plan original del Chapucero implicaba el empleo de un equipo de pequeños ex dobles y matones. Se especializaban en colocar micrófonos en las radios y chantajear a los funcionarios del Estado y los políticos.
Chapucero trató de presentarse como un extraterrestre para confundir a sus perseguidores, dejando detrás una máscara que se parecía a su cara cuando él se escapó de Spider-Man en un aerodeslizador con forma de platillo volador. Su siguiente encuentro con Spider-Man resultó en implementar el Juguete, un robot de alta tecnología que sirve como asistente y lacayo. Juguete también ayudó a Chapucero a escapar de su escondite cuando fue allanado por la policía.
Es conocido por haber creado el traje para Mysterio, que alguna vez trabajó como uno de sus siervos con traje extraterrestre. Creó la cola del Escorpión, y mucho más tarde fue contratado por Kingpin para reconstruir el Spider-Móvil para destruir a Spider-Man.
Rediseñó la patineta propulsada por cohetes de Rocket Racer, diseñado un vehículo en forma de rueda armado llamado la Gran Rueda, y reparó la nave-bicho de Bicho Dorado. Robó compañías de préstamos utilizando juguetes a control remoto hasta que fue detenido por Spider-Man.
Chapucero también le proporcionó a Torbellino una armadura y armamento mejorado, le proporcionó a Iguana nuevos diamantes arrojadizos, construyó el arma tipo hoz del Segador, e incluso arregló el arnés de exoesqueleto y el traje de oso pardo de Grizzly.
Ha trabajado para el Cabeza de Martillo, Escarabajo, Gata Negra, Jack O'Lantern, Búho, los Ani-Hombres, Bufón I, y el Constrictor. Puesto que es un operador de pequeña empresa que trabaja solo, (y arma criminales) el Terrible Chapucero toma precauciones para evitar ser engañado. Por ejemplo, Urraca Asesina le encargó al Chapucero mejorar sus guanteletes de armas. En el momento de la entrega, el criminal decidió usarlos para amenazar al inventor y evitar pagar. Los guanteletes petardearon a la Urraca Asesina, hiriendo e inmovilizándole debido a una anulación que ingenió el Chapucero en sus productos para tales situaciones.
Phineas se ve obligado a trabajar para el Buitre que estaba interesado en liberar a Nitro de la custodia. Esto se desmorona cuando los mutantes heroicos Rusty Collins y Skids aprovechan la situación y derrotan a los villanos. El Chapucero es arrestado fuera del panel.
Su hijo Rick Mason (también conocido como el Agente) era un espía de clase mundial para el gobierno estadounidense y operativo independiente. A pesar de que su padre y él estaban en lados opuestos de la ley, quedaron en buenos términos y se reunieron con frecuencia. El Chapucero incluso ayudó a su hijo de vez en cuando, y una vez le proporcionó a Rick con información acerca de un golpe sudamericano. Después Rick fue al parecer asesinado en acción, un desconsolado Chapucero decidió enmendarse, manteniendo vínculos con supervillanos para darle información que le podría pasar discretamente.
En la miniserie Guerra Secreta, Nick Furia descubrió un vínculo entre el armamento de la mayoría de los villanos conocidos basados en tecnología del Universo Marvel y el reino de Latveria. El Chapucero se reveló que ha recibido una gran parte de su financiación y, presumiblemente, los recursos y la tecnología de la que ha desarrollado la mayor parte de los arsenales de sus clientes a través de los años desde Latveria. Esto fue parte de una iniciativa continua "terrorista" impulsada por el despótico líder del reino Doctor Muerte y su esbirra la Condesa Luciana Von Bardas.
Los agentes de S.H.I.E.L.D. descubrieron el taller del Chapucero al usar a la Urraca Asesina como un topo. Cuando los agentes se reunieron en el taller, el astuto villano los detectó. Urraca Asesina fue abatido por los sistemas de seguridad del Chapucero, y el Chapucero huyó a Latveria en lugar de enfrentarse a la justicia.
A principios de la impresión Marvel Knight de Spider-Man, Eddie Brock vende el simbionte Veneno a través de una subasta organizada por el Chapucero.
Frank Castle encuentra y confronta al Chapucero después de un enfrentamiento con el homicida Zancudo. El Chapucero suplica muerte. No sólo su hijo Rick estaba muerto, sino que el propio hijo de Rick pereció en la explosión de Stamford, Connecticut que anunciaba el comienzo de la Guerra Civil. Sin su amado hijo o nieto, se volvió suicida y continuó su trabajo con la esperanza de que tanto superhéroes y supervillanos se eliminarían el uno al otro. Frank Castle apuñala al Chapucero en la espalda, probablemente dejándolo paralizado.
Phineas, ahora unido a una silla de ruedas en Wolverine: Origins #12, ha sido contratado por el villano resucitado Silas "Cyber" Burr, para someter su nuevo cuerpo al Proceso de Unión Epidérmica con Adamantio. Phineas, durante Wolverine: Origins #15, acepta crear un "marcapasos" para la condición debilitada del corazón de Cyber, así como tres balas de carbonadio para Logan, a cambio del uso del sintetizador misterioso de carbonadio de Logan. Cyber despierta del procedimiento para descubrir el dispositivo mortalmente radiactivo permanentemente pegado a su pecho, y que Logan ha desaparecido con el sintetizador. Phineas es visto por última vez en las garras de un enfurecido Cyber.
Él sobrevivió a su encuentro con Cyber, sin embargo, y es visto asistiendo al "Gremio de Sobrevivientes", un grupo de terapia para los sobrevivientes del Castigador. Luego es detenido por Iron Man por sus vínculos con un mercado negro de super ADDM.
Durante la historia Invasión Secreta, Johnny Storm, Ben Grimm, y Franklin y Valeria Richards lo liberan de la Prisión 42 para ayudarles a volver a la dimensión de la Tierra. Se menciona que Phineas se había retirado como el Chapucero, pero fue encarcelado por violar la Ley de Registro de todos modos. Al principio se niega a ayudar a sus viejos enemigos, pero el parecido de Franklin y Valeria a sus propios nietos le hace ceder.
Se reveló en Ms. Marvel que Rick está, de hecho, aún con vida, a cubierto profundo, y mató a un agente de la CIA encubierto quien ayudó en el asesinato de Carol Danvers para Norman Osborn, a cambio de la liberación de Phineas y un registro limpio para Phineas. Sin embargo, Chapucero es visto más tarde en la cárcel donde repara el traje del Buscavidas Hipnótico.
Phil Urich más tarde visita a Chapucero para actualizar el equipo del Hobgoblin para evadir al Superior Spider-Man. Se muestra que Tinkerer ha tomado a Tiberius Stone como un aprendiz secreto mientras Tiberius se venga de Hobgoblin al hacer que la tecnología fallida de Hobgoblin.

## Poderes y habilidades
El Chapucero tiene un intelecto genial, con amplios conocimientos en una amplia variedad de disciplinas científicas. Tiene un alto grado de experiencia en el diseño y la fabricación de armas inventivas y dispositivos derivados de las tecnologías ya existentes. El Chapucero ha inventado una amplia variedad de dispositivos científicos y tecnológicos, y, a menudo tiene acceso a estos dispositivos cuando sea necesario. La edad avanzada del Chapucero limita sus capacidades físicas, y no posee habilidades sobrehumanas.

## Otras versiones

### Ultimate
En el Universo Ultimate de Marvel, El Chapucero es Elijah Stern, un exempleado de Roxxon que contrató a Asesino Alcaudón, Omega Rojo, y Buitre (Blackie Drago) para atormentar a su antiguo jefe como venganza por despedirlo. Esto fue después de descubrir una manera de utilizar vibranio como fuente de energía, pero su plan fue descubierto por S.H.I.E.L.D. y a Stern le dan la opción de trabajar para ellos o morir. Eligió trabajar para ellos, e impresionó a Nick Fury con un robot que puede ser la versión Ultimate de Spider-Slayer.
El Chapucero apareció al mando de los Spider Slayers para destruir a la criatura que se había formado del clon de Gwen Stacy a Carnage. El Chapucero mostró un lado malo cuando ordenó en secreto a los Spider Slayers que llegaron de Queens para matar a Peter Parker, que fue para Nick Fury, "el cierre de su sistema nervioso".
Hay un Phineas Mason que es un prodigio científico en la Enfermería Dos, uno de los think tanks de los genios jóvenes patrocinados por el gobierno de los EE. UU. El Hombre Topo secuestró a Mason junto con sus compañeros con la intención de utilizarlos para sembrar una nueva civilización subterránea. Con la ayuda de los Cuatro Fantásticos, los estudiantes de la Enfermería Dos derrotaron al Hombre Topo. En lugar de regresar a su vida sobre la tierra, Mason y sus compañeros optaron por quedarse y empezar una civilización en sus propios términos.

## En otros medios

### Televisión
- La encarnación de Phineas Mason de Chapucero aparece en The Spectacular Spider-Man con la voz de Thom Adcox.[34]Esta versión se representa como más joven y con más cabello que su contraparte de los cómics. Después de una aparición menor en el episodio "Persona" de la primera temporada mientras trabajaba para el Camaleón hasta que lo arrestan, Mason aparece en la segunda temporada como la mano derecha de Tinkerer y Master Planner. Además, el primero diseña el equipo de Mysterio, supervisa el trabajo de los Seis Siniestros, mejora el traje del Buitre y es contratado por  Tombstone para crear trajes con poderes para los Enforcers.
- La encarnación de Phineas Mason del Chapucero aparece en Spider-Man, episodio, «How I Thwipped My Summer Vacation», con la voz de Aaron Abrams.[34][35]Esta versión es un inventor excéntrico que puede crear diversas formas de maquinaria a partir de electrodomésticos cotidianos, principalmente para su propia diversión.
- La encarnación de Phineas Mason del Chapucero aparece en Marvel Super Hero Adventures, con la voz de Michael Daingerfield.[34]Esta versión crea juguetes para niños que sirven para propósitos malvados.

### Película
Phineas Mason aparece en la película Marvel Cinematic Universe Spider-Man: Homecoming (2017), interpretado por Michael Chernus.Representada alrededor de la edad de Elijah Stern, esta versión es un fabricante de armas y exmiembro de una compañía de salvamento junto con Adrian Toomes, Herman Schultz y Jackson Brice. Tras los acontecimientos de The Avengers (2012), la empresa de salvamento cerró debido a la interferencia del Departamento de Control de Daños, una empresa conjunta entre el gobierno de Estados Unidos e Industrias Stark. Como parte de su plan de venganza contra ellos, Mason ayuda a Toomes a robar la tecnología sobrante de las batallas de los Vengadores y a construir armas avanzadas a partir de ella, como el traje de vuelo de Toomes y las versiones modificadas de los guanteletes emisores de vibroexplosiones de Crossbones. Mientras sus asociados son derrotados por Spider-Man y arrestados por las autoridades, el destino de Mason es desconocido.

### Videojuegos
- El Chapucero aparece como el jefe del primer nivel en la versión de Master System de Spider-Man vs. The Kingpin.
- La encarnación de Phineas Mason del Chapucero aparece en Spider-Man (1995). Sirve como jefe en la versión de Sega Genesis y hace un cameo en la versión de SNES.
- El Chapucero aparece como un villano en Spider-Man: Web of Shadows con la voz de William Utay.[34]
- El Chapucero es el antagonista principal de Marvel: Ultimate Alliance 2 con la voz de Philip Proctor. Utiliza Fold, una mente colmena de nanitos que ha lavado el cerebro de supervillanos a los que Iron Man les inyectó nanitos de control, para lograr sus objetivos hasta que los héroes lo derroten.
- El Chapucero aparece como un jefe en la versión de DS de Spider-Man: Shattered Dimensions, con la voz de Jim Cummings. Utiliza un fragmento de la Tabla del Orden y el Caos para alimentar una máquina capaz de crear un ejército de robots. Sin embargo, Spider-Man lo localiza y lo destruye.
- La encarnación de Phineas Mason del Chapucero aparece como personaje jugable y minijefe en Lego Marvel Super Heroes 2, con la voz de Kevin Coello.[37]
- Un personaje basado en Phineas Mason/Chapucero, una adolescente afroamericana llamada Phin Mason, aparece como el jefe final de Spider-Man: Miles Morales,[38][39]con la voz de Jasmin Savoy Brown.[40]Ella es la mejor amiga de la infancia de Miles Morales que busca venganza contra Roxxon después de que su hermano Rick Mason muriera tratando de exponer la corrupción de la compañía y acelerar un nuevo y peligroso combustible llamado "Nuform". Como Chapucero, se convierte en la líder del grupo criminal Underground, a quien proporciona su avanzada tecnología de materia programable, y entra en conflicto con el segundo Spider-Man, de quien finalmente descubre que es Morales. Después de que su venganza casi destruye Harlem y casi mata a Morales, Phin ve el error de su conducta y se sacrifica para salvarlo.